# Carl Aarsleff
Carl Vilhelm Olaf Peter Aarsleff (født 14. august 1852 i Nyborg, død 4. januar 1918 i København) var en dansk billedhugger.
Carl Aarsleff var søn af drejermester Th. Aarsleff. Indtil sit 18. år arbejdede han i faderens værksted og fik samtidig på en aftenskole en meget tarvelig tegneundervisning; 1870 kom han til Nakskov som leder af en snitteskole, blev der et aars tid og rejste så til København, hvor han fik arbejde hos billedskærer Fjeldskov. Om aftenen gik han på teknisk Institut og dimitteredes efter kort tids forløb derfra til Kunstakademiet. Medens han var elev af dette, tjente han til udkommet først ved at modellere for terrakottafabrikant Wendrich, senere som marmorhugger i professor Th. Steins atelier; en tid var han også sysselsat med dekorativt arbejde på Frederiksborg. Afgangsbevis fra Akademiet fik han 1876, og samme år udstillede han en kamé, Foraaret. Næste år fulgte et gravrelief og 1880 relieffet Telemachos bereder sig til Afrejsen, for hvilket han året i forvejen havde fået den lille guldmedalje; i mellemtiden arbejdede han hos Jerichau, der satte megen pris på ham, og af hvis påvirkning han nød stor fordel. Den store guldmedalje tilkendtes ham 1880 for det fine og åndfulde relief Dolon indhentes af Diomedes og Odysseus, hvorpå han med Akademiets stipendium rejste over Paris til Italien og Grækenland. Fra Rom hjemsendte han bl.a. en bronzestatuette af en faun, som leger med et barn, og statuen Den fortabte Søn, der blev udført i marmor for Statens Skulptursamling; til denne erhvervedes senere hans bronzestatue Abel ofrer til Herren og bronzestatuetten En Yngling samt en David og en i marmor udført Ung Florentiner. 1884-86 var han hjemme, men rejste sidstnævnte år efter at have modtaget Det anckerske Legat over München til Rom, 1889 med statsunderstøttelse til Verdensudstillingen i Paris og 1891 på egen bekostning til Rom; 1890 blev han medlem af Akademirådet, 1902 professor ved Akademiet, 1914 dettes direktør. blandt hans senere værker kan nævnes nogle relieffer af jomsvikingernes historie til Frederiksborgmuseet, et i egetræ udskåret relief til kirken i Korsgade, to kolossale relieffer Eros bringer Lyset til Jorden og Dædalos danner Vinger til Flugten fra Labyrinten til det ny kunstmuseums facade, endelig restaureringen af dronning Margrethes gravmæle i Roskilde Domkirke, hvortil Aarsleff på grundlag af nogle få bevarede fragmenter af den oprindelige udsmykning udførte en række smukke og stiltro relieffer.
Han blev Ridder af Dannebrog 1912 og er begravet på Søllerød Kirkegård. Han er portrætteret af Carl Thomsen hos Charlottenborgudstillingens komité. Portrætteret på gruppebillede af Viggo Johansen, Et Akademiraadsmøde (1904, Statens Museum for Kunst).